# Такаши Кикутани
Такаши Кикутани (енгл. Takashi Kikutani; 24. фебруар 1980) професионални је јапански рагбиста, који тренутно игра за Кенон Иглс у топ лиги. Висок 187 цм, тежак 106 кг, у каријери је играо за Тојота Верблитц 2004–2013 (120 утакмица, 240 поена), a сезону 2013–2014 провео је у енглеском премијерлигашу Сараценс, али није одиграо ниједан меч. Лета 2014. прешао је у Кенон Иглс за који је до сада одиграо 14 утакмица и постигао 10 поена. Играо је за рагби 7 репрезентацију Јапана, на светском првенству 2005. у Хонг Конгу. За репрезентацију Јапана у рагбију 15, дебитовао је новембра 2005. против Шпаније и постигао 1 есеј. Пропустио је светско првенство 2007. због повреде зглоба. Након што се опоравио од повреде, именован је за капитен репрезентације Јапана. Предводио је Јапан као капитен на светском првенству 2011. Са 31 постигнутим есејем за Јапан, други је на листи постигнутих есеја када су у питању мелејци, само уругвајски рагбиста Дијего Ормачеа је дао више есеја од њега. За репрезентацију Јапана је одиграо 66 тест мечева и постигао 155 поена.